# 13-я Пролетарская ударная бригада
13-я Пролетарская ударная бригада «Раде Кончар» (сербохорв. Trinaesta proleterska udarna brigada «Rade Končar» / Тринаеста пролетерска ударна бригада «Раде Кончар»), — бригада Народно-освободительной армии Югославии, образованная 7 ноября 1942 в селе Горни-Сеничак близ Вргинмоста из числа бойцов 1-го Пролетарского батальона Хорватии и Жумберакско-Покупского партизанского отряда. Изначально насчитывала 684 человека в составе трёх батальонов, транспортной и пулемётной рот.
До 11 декабря 1942 носила имя Йосипа Краша, однако по предложению ЦК Компартии Хорватии и с одобрения ЦК Компартии Югославии и Верховного штаба НОАЮ была переименована в 13-ю Пролетарскую бригаду «Раде Кончар», получив также почётное наименование ударной. Первым командиром бригады стал Раде Булат, а политруком — Божо Спачек.
По состоянию на 8 октября 1943 в бригаде насчитывалось 1240 солдат, на 9 октября 1944 — около 1800, на 13 мая 1945 — около 2500. Всего за годы войны в бригаде служило 9 тысяч солдат (около 4300 из Хорватии, 3000 из Сербии, 600 из Словении, 360 из Боснии), из них 2100 погибли в боях. Бригада прошла более 17 тысяч километров боевого пути, участвуя в разных сражениях. Награждена орденами Народного героя, Национального освобождения, Партизанской Звезды и Братства и единства.
В составе бригады действовала «русская» рота, в которой воевали около 80 граждан СССР.

## Народные герои бригады
- Анте Банина
- Мариян Бадел
- Раде Булат
- Симо Вучинич
- Милош Вучкович
- Иван Денац
- Милан Жежель
- Воислав Иветич
- Милан Мраович
- Богдан Мамула
- Душан Пекич
- Илия Попович
- Динко Шуркало

## «Русская» рота бригады
По состоянию на 1 ноября 1943 года в бригаде числилось 6 советских граждан. В связи с прибытием нового пополнения, 3 декабря 1943 года в 4-м батальоне сформирована «русская» рота численностью 70 человек. Её основу составляли бывшие военнопленные — перебежчики из немецких подразделений, дислоцированных в городе Бихач. Среди бойцов роты были 12 бывших членов ВКП(б), создавших временную партийную группу.
В первое время в роте отмечались негативные проявления: низкая дисциплина и боеспособность, напряжение в отношениях и даже вражда между бойцами калмыцкой и грузинской национальностей. Были выявлены случаи грабежа по отношению к местному населению, что подрывало авторитет представителей Красной армии среди хорватских крестьян. По предложению штаба 4-го батальона, командование бригады решило расформировать роту, но штаб 1-й Пролетарской дивизии с этим не согласился. Роту передали во 2-й батальон бригады, назначили нового командира из числа бойцов калмыков. В батальоне и роте были проведены собрания личного состава. Предпринятые меры укрепили дисциплину и рота продолжила участие в боевых действиях. За время своего существования «русская» рота понесла значительные потери. В списках погибших значится 29 советских граждан.
В середине ноября 1944 года личный состав роты убыл в расположение частей Красной армии.
Командиром взвода, а затем и «русской» роты был Авюсов (в документах военного времени пишется Авьюсов) Санжа Учурович, 1907 года рождения, выпускник Новочеркасского казачьего кавалерийского училища, гвардии младший политрук сабельного эскадрона 24-го гвардейского кавалерийского полка 5-й гвардейской кавалерийской дивизии. 16 августа 1942 года награждён орденом Красной Звезды. В сентябре 1942 года попал в плен в боях под Сталинградом и впоследствии бежал к партизанам с группой товарищей. В базе данных портала «Память народа» числится пропавшим без вести. По сведениям сайта «Бессмертный полк», по возвращении на родину был репрессирован. В 1965 году ему вручили орден Красной Звезды и медаль «За оборону Сталинграда».  